# Виллемс, Мо
Мо Виллемс (англ. Mo Willems; род. 11 февраля 1968, Дес-Плейнс) —американский художник, создающий детские книжки, мультфильмы, работающий в театре и на телевидении. Его персонажи Заинька, Голубь, Слоненок и Поросенок известны детям и их родителям по всему миру. Мультфильмы Мо, такие как Овца в большом городе (Sheep in the Big City) и Семья чудаков (The Off-Beats) постоянно показывают по каналам 2х2 и Nickelodeon.

## Биография
Мо Виллемс начинал свою карьеру как автор и мультипликатор в уже давно идущей серии Улица Сезам, за что и получил 6 наград Эмми, после чего создал свои собственные серии «Овца в большом городе» (Sheep in the Big City) и «Семья чудаков» (The Off-Beats).
Вскоре Мо стал шеф-писателем в Cartoon Network, где его перу принадлежит шоу Тайная команда нашего двора (Codename: Kids Next Door). В это время Мо Виллемс стал создавать детские книги. Дебютной стала история «Не давайте голубю водить автобус!» (Don’t Let the Pigeon Drive the Bus!), которая мгновенно стала супербестселлером (New York Times Bestseller). За эту книжку Мо получил свой первый литературный приз (Caldecott Honor в 2004). В следующем году появилась книга Заинька (Knuffle Bunny: a Cautionary Tale), получившая такой же приз. Продолжение истории «Тоже Заинька» (Knuffle Bunny Too: a Case of Mistaken Identity) опять принес Мо эту же самую престижную награду детских иллюстраторов в 2008.
Вскоре Mo стал работать над серией Слоненок и Поросенок (Elephant and Piggie), Которая принесла ещё четыре престижных награды, а именно Медали имени Теодора Сьюза Гейзеля (Theodor Suess Geisel Meda в 2008 и 2009.
Mo’s drawings, wire sculptures, and sculputre have exhibited in numerous galleries and museums across the nation and his graphic story about his family experiences during 9-11 for DC comics resides in the Library of Congress’ permanent collection.
Mo написал либретто и для мюзикла Заинька (Knuffle Bunny: A Cautionary Musical).
Монументальную скульптуру Красный Слон (The Red Elephant), созданную Мо, можно увидеть во дворе Eric Carle Museum of Picture Book Art.

## Мультфильмы
- The Man Who Yelled (1990)
- Cartoon Network Europe «Closedown» (design) (1993)
- Sesame Street (various shorts) (1993—1999)
- Crazy Owen (promo for Cartoon Network) (1995)
- Nickelodeon «Rhino ID» (design) (1996)
- The Offbeats (1996—1998)
- Short Films by Short People (show open) (1997)

## Статьи о нём
- Susan Larson, «Local writers continue to rack up awards», Times-Picayune, January 23, 2008.
- Maria C. Montoya, «Mo Willems, author and former 'Sesame Street' writer, visits New Orleans», Times-Picayune, June 22, 2011.
- «Publishing Success is Child’s Play for Mo Willems ’86», Isidore Newman School, September 30, 2009.
- «New York Times: Weddings: Mo Willems and Cheryl Camp». The New York Times, Style Section. 1997-09-28.
- Pigeon Presents: You Can Never Find a Rickshaw When it Monsoons
- Mo Willems' biography
- Mo Willems at the Internet Movie Database
- Garner, Dwight (2005-05-15). «New York Times Book Review: Inside the List». The New York Times. Retrieved 2010-05-12.
- Handy, Bruce (2006-11-12). «New York Times Book Review: Churlish Critters». The New York Times. Retrieved 2010-05-12.
- American Library Association: Caldecott Medal and Honor Books
- (Theodor Seuss) Geisel Award: Past Winners
- «A Conversation With Mo Willems». School Library Journal. 2009-11-18.
- National Public Radio (NPR): Stories featuring Mo Williams
- Carnegie Medal for Excellence in Children’s Video: Past Winners
- Carnegie Medal for Excellence in Children’s Video: Current Winner, 2010
- National Center for Children’s Illustrated Literature: Mo Willems